# Banareia parvula
Banareia banareias es una especie de crustáceo decápodo de la familia Xanthidae. Originalmente fue incluida en el género Menippe.

## Distribución
Habita en aguas marinas de hasta 5 metros de profundidad. Se encuentran en las costas del mar Rojo, Madagascar, Mozambique y Polinesia Francesa. También se ha encontrado en Hawái, la isla de Pascua, Fiyi e incluso Sudáfrica.